# 806 Azerski Batalion Piechoty
806 Azerski Batalion Piechoty "Igit" (niem. Aserbeidschanische Infanterie Bataillon 806 "Igit", ros. 806-й азербайджанский пехотный батальон "Игит") - oddział wojskowy Wehrmachtu złożony z Azerów podczas II wojny światowej.

## Historia
Batalion został sformowany 22 lipca 1942 r. w Jedlni. Na jego czele stanął kpt. Karl-Ludwig Ottendorf. Liczył ponad 900 Azerów i ponad 40 Niemców. Po dotarciu na front na pocz. 1943 r., podporządkowano go 50 Dywizji Piechoty gen. Friedricha Schmidta. Walczył w rejonie Nalczyka i Mozdoka, ponosząc duże straty. Wraz z wojskami niemieckimi wycofał się na Krym, po czym pod koniec września został przeniesiony do okupowanej południowej Francji. W kwietniu 1944 r. wszedł w skład 2 Ochotniczego Pułku Kadrowego Ochotniczej Dywizji Kadrowej. W poł. września tego roku przemianowano go na II Batalion 329 Pułku Grenadierów 162 Turkiestańskiej Dywizji Piechoty, działającej w północnych Włoszech.